# Васильєв Віталій Євгенович
Віта́лій Євге́нович Васи́льєв (4 лютого 1947, Чортків — 7 листопада 2021, Київ) — український науковець та громадський діяч. Генеральний директор Аерокосмічного товариства України (2001—2021).

## Життєпис
Народився 4 лютого 1947 року в місті Чорткові, Тернопільської області. Трудову діяльність розпочав в 1964 році на заводі «Електроапаратури». У 1971 році закінчив Чернівецький державний університет імені Ю. Федьковича за фахом інженер фізик-оптик. Після закінчення університету служив в армії. Після демобілізації працював на різних посадах на підприємствах промисловості та в наукових організаціях, та в Держпостачі України, а з 1984 р. заступником директора інституту кібернетики НАН України.
У 2001—2021 роках працював генеральним директором громадської організації «Аерокосмічне товариство України». Разом з президентами АКТУ Героєм СРСР, льотчиком-космонавтом Віталієм Жолобовим і Героєм України, космонавтом Леонідом Каденюком багато зробив для становлення космічної галузі України, пошуку нових форм роботи з ветеранами галузі та молоддю, сприяв проведенню науково-практичних конференцій, форумів, конкурсів, зустрічей з видатними вченими, дослідниками космосу, космонавтами різних країн. Започаткував заохочувальні галузеві відзнаки: «Ветеран космічної галузі», «Почесний працівник космічної галузі», «Зірка космонавта Л. Каденюка».